# Maximo Tolonen
Maximo Tolonen (Espoo, Finlandia; 4 de marzo del 2001) es un futbolista finlandés. Su posición es mediocampista y su actual club es el IF Gnistan de la Segunda División de Finlandia.

## Trayectoria

### IF Gnistan
El 3 de abril de 2021 se da a conocer su llegada al IF Gnistan.

## Selección nacional

### Participaciones en selección nacional
| Torneo                                                   | Categoría | Sede              | Resultado    | Partidos | Goles |
| -------------------------------------------------------- | --------- | ----------------- | ------------ | -------- | ----- |
| Clasificatoria para el Campeonato Europeo Sub-17 de 2017 | Sub-17    | Croacia           | No clasificó | 6        | 6     |
| Clasificatoria para el Campeonato Europeo Sub-17 de 2018 | Sub-17    | Inglaterra        | No clasificó | 6        | 3     |
| Clasificatoria para el Campeonato Europeo Sub-19 de 2019 | Sub-19    | Armenia           | No clasificó | 3        | 0     |
| Clasificatoria para el Campeonato Europeo Sub-19 de 2020 | Sub-19    | Irlanda del Norte | Cancelado    | 3        | 0     |

## Estadísticas

### Clubes
Actualizado al último partido jugado el 8 de octubre de 2022.
| F. C. Honka · Finlandia | 3.ª                 | 2016                | 3   | 0  | -  | - | - | - | 3   | 0  | 0.00 |
| F. C. Honka · Finlandia | 2.ª                 | 2017                | 21  | 2  | 7  | 0 | - | - | 28  | 2  | 0.07 |
| F. C. Honka · Finlandia | Total               | Total               | 24  | 2  | 7  | 0 | 0 | 0 | 31  | 2  | 0.06 |
| SJK Seinäjoki · Finlandia | 1.ª                 | 2018                | 14  | 0  | 5  | 2 | - | - | 19  | 2  | 0.11 |
| SJK Seinäjoki · Finlandia | 1.ª                 | 2019                | 16  | 1  | 5  | 0 | - | - | 21  | 1  | 0.05 |
| SJK Seinäjoki · Finlandia | Total               | Total               | 30  | 1  | 10 | 2 | 0 | 0 | 40  | 3  | 0.08 |
| Kerho 07 · Finlandia | 3.ª                 | 2018                | 5   | 5  | -  | - | - | - | 5   | 5  | 1.00 |
| Kerho 07 · Finlandia | 3.ª                 | 2019                | 9   | 3  | -  | - | - | - | 9   | 3  | 0.33 |
| Kerho 07 · Finlandia | Total               | Total               | 14  | 8  | 0  | 0 | 0 | 0 | 14  | 8  | 0.57 |
| IFK Mariehamn · Finlandia | 1.ª                 | 2020                | 20  | 0  | 5  | 2 | - | - | 25  | 2  | 0.08 |
| IFK Mariehamn · Finlandia | Total               | Total               | 20  | 0  | 5  | 2 | 0 | 0 | 25  | 2  | 0.08 |
| FC Ilves Tampere · Finlandia | 1.ª                 | 2021                | 0   | 0  | 3  | 0 | - | - | 3   | 0  | 0.00 |
| FC Ilves Tampere · Finlandia | Total               | Total               | 0   | 0  | 3  | 0 | 0 | 0 | 3   | 0  | 0.00 |
| IF Gnistan · Finlandia | 2.ª                 | 2021                | 16  | 1  | -  | - | - | - | 16  | 1  | 0.06 |
| IF Gnistan · Finlandia | 2.ª                 | 2022                | 27  | 3  | 1  | 2 | - | - | 28  | 5  | 0.18 |
| IF Gnistan · Finlandia | Total               | Total               | 43  | 4  | 1  | 2 | 0 | 0 | 44  | 6  | 0.14 |
| Total en su carrera | Total en su carrera | Total en su carrera | 131 | 15 | 26 | 7 | 0 | 0 | 157 | 22 | 0.14 |
| (1) Incluye datos de Copa de la Liga de Finlandia y Copa de Finlandia. (2) Incluye datos de Liga de Campeones de la UEFA y Liga Europa de la UEFA. (3) No incluye goles en partidos amistosos. |                     |                     |     |    |    |   |   |   |     |    |      |